# Didemnum algasedens
Didemnum algasedens is een zakpijpensoort uit de familie van de Didemnidae. De wetenschappelijke naam van de soort werd in 2001 voor het eerst geldig gepubliceerd door het echtpaar Claude en Françoise Monniot.